# Centrolene azulae
Centrolene azulae es una especie  de anfibios de la familia Centrolenidae.

## Distribución geográfica
Conocida únicamente en la localidad de Fundo
Nuevo Mundo, en cordillera Azul, Huánuco, a 1500
m de altitud. Probablemente aparezca en un área
un poco más amplia, pero se cree que tiene un
rango restringido (Rodríguez et al., 2004q).

## Estado de conservación
Se encuentra amenazada de extinción por la pérdida de su hábitat natural.